# Quis ut Deus?

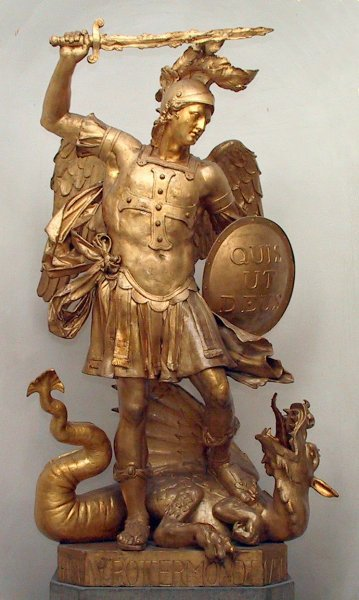
Statua dell'arcangelo Michele che uccide Satana rappresentato come un drago. Lo scudo reca incisa la frase Quis ut Deus. Ingresso principale dell'Università di Bonn, Germania

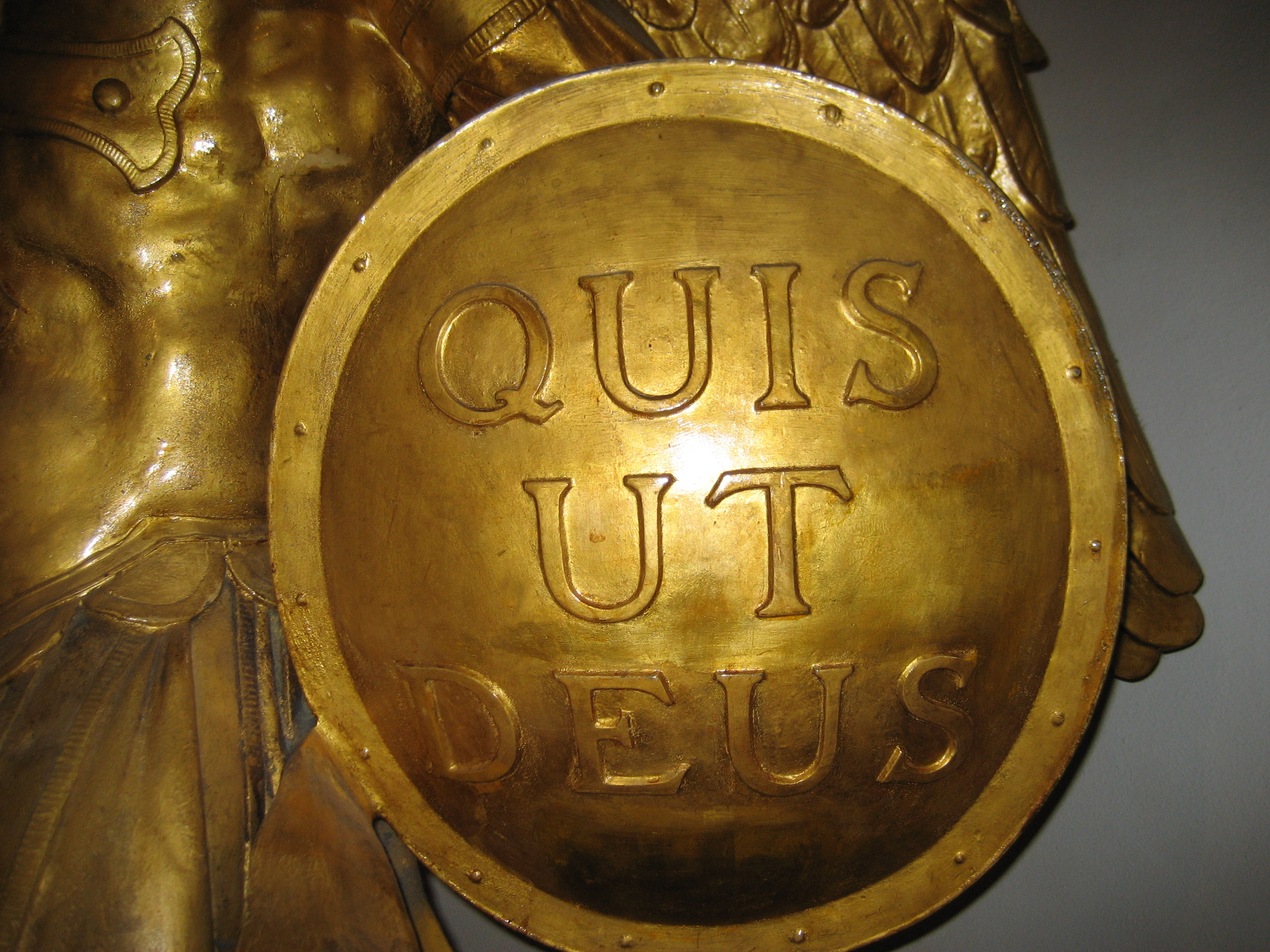
Particolare dello scudo

Quis ut Deus? è una locuzione latina che tradotta letteralmente significa "chi è come Dio?".
La frase risale alla cosmogonia cristiana, ed è attribuita all'arcangelo Michele, che la pronunciò scagliandosi contro Lucifero quando questi mise in discussione il potere di Dio.
Il nome Michele (ebraico: מִיכָאֵל, Micha'el o Mîkhā'ēl) è derivato da questa frase.